# 觸地重飛
重飛指的是飛機降落到即將觸地著陸前，將機首拉起重新起飛的動作。而飛機有觸地再重飛者稱為「觸地重飛」（Touch and Go），通常是訓練飛行及特技飛行所使用。